# Branne (Doubs)
Branne ist eine französische Gemeinde mit 181 Einwohnern (Stand: 1. Januar 2022) im Département Doubs in der Region Bourgogne-Franche-Comté.

## Geographie
Branne liegt auf 280 m, neun Kilometer ostnordöstlich von Baume-les-Dames und etwa 27 Kilometer westsüdwestlich der Stadt Montbéliard (Luftlinie). Das Dorf erstreckt sich in einer breiten Talweitung des Doubs auf der rechten nördlichen Seite des Flusses, zwischen den Durchbruchstälern von Clerval und Hyèvre, am Südfuß des Montfort.
Die Fläche des 6,45 km² großen Gemeindegebiets umfasst einen Abschnitt des Doubstals. Der Doubs fließt hier mit mehreren Windungen durch eine bis zu 2 km breite, flache Talaue nach Westen und wird von der Wasserstraße des Rhein-Rhône-Kanals begleitet. Der Flusslauf bildet stets die südliche Grenze. Von hier erstreckt sich das Gemeindeareal nordwärts über die Talniederung und einen steilen Hang hinauf bis auf die bewaldeten Höhen des Bois de Branne (525 m) und des Montfort, auf dem mit 556 m die höchste Erhebung von Branne erreicht wird. Dieser Höhenzug ist Teil der äußersten nordwestlichen Ketten des Juras und bildet in geologisch-tektonischer Hinsicht eine Antiklinale. Er fällt gegen Osten zum Quertal des Doubs ab (Cluse de Clerval), welches die östliche Gemeindegrenze markiert.
Nachbargemeinden von Branne sind Pays de Clerval mit Clerval im Norden, Chaux-lès-Clerval im Osten, Roche-lès-Clerval im Süden sowie Hyèvre-Paroisse im Westen.

## Geschichte
Im Mittelalter gehörte Branne zur Herrschaft Clerval, die im 14. Jahrhundert unter die Oberhoheit der Grafen von Montbéliard kam. Zusammen mit der Franche-Comté gelangte das Dorf mit dem Frieden von Nimwegen 1678 definitiv an Frankreich.

## Sehenswürdigkeiten

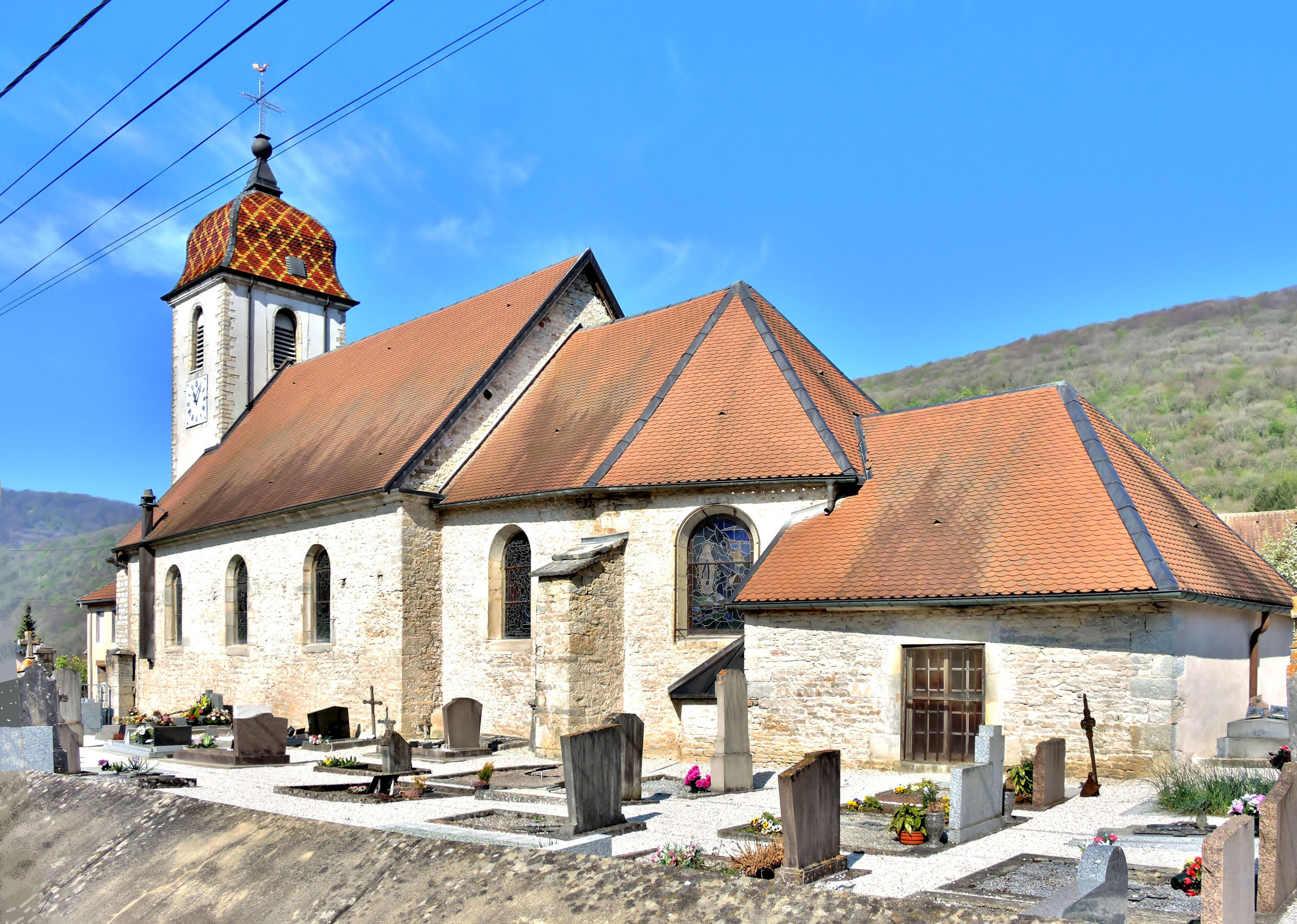
Kirche Saint-Martin

Die Kirche Saint-Martin wurde im 18. Jahrhundert im klassischen Stil neu erbaut unter Einbezug des Glockenturms eines Vorgängerbaus aus dem 15. oder 16. Jahrhundert. Im Dorf befindet sich ein Lavoir (Waschhaus und Viehtränke), das von 1829 stammt.

## Bevölkerung
| Jahr                       | 1962 | 1968 | 1975 | 1982 | 1990 | 1999 | 2018 |
| Einwohner                  | 163  | 131  | 140  | 159  | 171  | 167  | 178  |
| Quellen: Cassini und INSEE |      |      |      |      |      |      |      |

Mit 181 Einwohnern (Stand 1. Januar 2022) gehört Branne zu den kleinen Gemeinden des Départements Doubs. Nachdem die Einwohnerzahl in der ersten Hälfte des 20. Jahrhunderts deutlich abgenommen hatte (1881 wurden noch 317 Personen gezählt), wurden seit Beginn der 1960er Jahre nur noch relativ geringe Schwankungen verzeichnet.

## Wirtschaft und Infrastruktur
Branne war bis weit ins 20. Jahrhundert hinein ein vorwiegend durch die Landwirtschaft (Ackerbau, Obstbau und Viehzucht) und die Forstwirtschaft geprägtes Dorf. Daneben gibt es heute einige Betriebe des lokalen Kleingewerbes. Mittlerweile hat sich das Dorf auch zu einer Wohngemeinde gewandelt. Viele Erwerbstätige sind deshalb Wegpendler, die in den größeren Ortschaften der Umgebung ihrer Arbeit nachgehen.
Die Ortschaft ist verkehrstechnisch gut erschlossen. Sie liegt an der Hauptstraße N83, die von Besançon nach Montbéliard führt. Der nächste Anschluss an die Autobahn A36 befindet sich in einer Entfernung von ungefähr 15 Kilometern.